# Финикс Меркури
Финикс Меркури (англ. Phoenix Mercury) — американская профессиональная женская баскетбольная команда, которая выступает в Западной конференции женской национальной баскетбольной ассоциации (ЖНБА). Команда была основана в городе Финикс (штат Аризона) и является одним из восьми клубов-основателей ЖНБА, а свои домашние игры проводит в «Футпринт-центре». Владельцем клуба является Мэт Ишбия, которому ещё принадлежит клуб НБА «Финикс Санз».
За двадцать пять лет участия в чемпионате женской НБА «Меркури» пять раз участвовали в финале турнира и три раза становились победителями первенства. В 2014 году «Финикс» в финале всухую (3-0) разгромил команду «Чикаго Скай», а в 2007 и 2009 годах с большим трудом (3-2) переиграл клубы «Детройт Шок» и «Индиана Фивер» соответственно. В 1998 году «Меркури» со счётом 1-2 проиграли «Хьюстон Кометс», а в 2021 году со счётом 1-3 уступили «Скай». Таким образом, результат «Финикса» в финальных встречах составляет 11-9.

## История команды

### Первые годы (1997—1998)
Уже в дебютном сезоне в ЖНБА «Финикс Меркури» зарекомендовали себя как одна из самых сильных команд ассоциации. В команде под руководством Шерил Миллер выступали будущая член Зала славы баскетбола Нэнси Либерман, а также Мишель Тиммс, Дженнифер Гиллом и Бриджет Петтис. В своём дебютном сезоне «Меркури» стали лучшими на Западе, закончив его с результатом 16-12, и вышли в плей-офф, где проиграли клубу «Нью-Йорк Либерти» со счётом 41-59.
В сезоне 1998 года «Меркури» значительно улучшили свои результаты, завершив чемпионат с результатом 19-11. В плей-офф «Финикс» обыграл «Кливленд Рокерс» и впервые вышел в финал ЖНБА, где в серии до двух побед проиграл действующему чемпиону «Хьюстон Кометс» со счётом 1-2.

### Годы неудач (1999—2003)
В 1999 году «Меркури» впервые завершили турнир с отрицательным соотношением побед к поражениям и не попали в плей-офф. Но уже в следующем году команда сумела одержать 20 побед при 12 поражениях и сыграть в постсезонных играх, где без борьбы проиграла «Лос-Анджелес Спаркс» со счётом 0-2. По окончании сезона Миллер покинула пост главного тренера, сославшись на усталость, а основа команды распалась — часть игроков завершила карьеру, а другая часть была обменяна в другие клубы. После этих перестановок «Финикс» на долгое время перестал считаться претендентом на чемпионский титул и каждый раз завершал чемпионат в конце турнирной таблицы.

### Приход Дайаны Таурази (2004—2005)
В сезоне 2003 года «Меркури» выиграли всего 8 встреч из 34 и получили право выбора под первым номером на драфте 2004 года, на котором команда выбрала звезду «Коннектикут Хаскис» Дайану Таурази. Благодаря своему новому приобретению «Меркури» закончили чемпионат 2004 года с результатом 17-17, а сама Таурази стала обладательницей награды новичок года и была включена в первую сборную всех звёзд. В следующем году клуб одержал 16 побед и вновь не попал в плей-офф.

### Первое чемпионство (2006—2007)
После пяти неудачных сезонов, в течение которых команда сменила пять главных тренеров, клуб стал усиленно работать ещё на стадии предсезонной подготовки. На тренерский мостик был приглашён наставник с чемпионскими амбициями, им стал имеющий опыт работы с командами НБА Пол Уэстхед, который привнёс в «Финикс» свой быстрый стиль игры. Уэстхед стал первым тренером ЖНБА, выигравшим до этого первенство НБА, в сезоне 1979/80 годов он привёл к титулу клуб «Лос-Анджелес Лейкерс». Кроме того «Меркури» на драфте 2006 года выбрали под вторым номером защитника команды «Ратгерс Скарлет Найтс», Кэппи Пондекстер, в лице которой «Финикс» получил, в пару к Таурази, второго звёздного игрока. Быстрое перемещение по площадке и постоянные броски по кольцу стали визитной карточкой команды, и вскоре франшиза установила новые рекорды лиги по набранным очкам.
Сезон 2006 года стал позитивным для «Меркури», так как они впервые с 2000 года завершили турнир с положительной разницей побед и поражений (18-16). «Финикс» весь год отчаянно боролся за выход в плей-офф, однако в итоге занял лишь пятое место, уступив по личным встречам командам «Хьюстон Кометс» и «Сиэтл Шторм», которые имели такой же баланс.
В межсезонье команду пополнили Танджела Смит, Келли Маззанти и Келли Шумахер, поэтому к старту нового сезона «Финикс» был готов и жаждал как можно дальше пройти по сетке плей-офф. Первую половину сезона 2007 года «Меркури» прошли ровно, уйдя на перерыв, связанный с проведением матча всех звёзд, с результатом 11-9, однако после звёздного уик-энда команда явно разбежалась и выдала феноменальную концовку 12-2, завоевав первое место в Западной конференции с лучшим результатом в истории франшизы 23-11, попутно установив рекорд по среднему набору очков за сезон (89,0). В своём первом с 2000 года плей-офф «Финикс» сначала быстро расправился в первом раунде с командой «Сиэтл Шторм» 2-0, а затем в финале конференции переиграл клуб «Сан-Антонио Силвер Старз» с таким же счётом, и впервые за девять лет вышел в финал лиги, где столкнулся с действующим чемпионом, клубом «Детройт Шок». Обменявшись победами в «Пэлас оф Оберн-Хиллс», «Меркури» вернулись домой в качестве фаворита, но в третьей игре потерпели поражение со счётом 83-88. При счёте 1:2 в серии «Финикс» поставил себя в сложную ситуацию и должен был выигрывать четвёртый матч или потерпеть фиаско. Эта встреча оказалась очень тяжёлой, а её исход решался на последних секундах, победу «Меркури» со счётом 77-76 принёс бросок Кэппи Пондекстер за 21 секунду до конца четвёртой четверти, которая стала самым результативным её игроком, набрав 26 очков и вынудила команды вернуться в Детройт. Решающая игра серии не получилась у «Шок», «Меркури» сразу вырвались вперёд в первой четверти на 13 очков и не подпускали к себе соперника на близкое расстояние, заслуженно победив со счётом 108-92. Пенни Тейлор набрала 30 очков, забив из них с линии 18 из 18, Пондекстер добавила 26. «Финикс» выиграл серию и свой первый титул, став первой командой лиги, выигравшей финал турнира на выезде. Кэппи Пондекстер была признана MVP финала с показателями 22,0 очка и 5,6 передачи в среднем за игру. Всего через несколько дней после окончания финала, 27 сентября, Пол Уэстхед подписал договор с клубом НБА «Сиэтл Суперсоникс», став ассистентом своего давнего друга Пи Джея Карлесимо, а уже 7 ноября на вакантное место менеджмент «Меркури» назначил помощника Уэстхеда, бывшего игрока НБА, Кори Гейнса.

### Взлёты и падения (2008—2012)
В 2008 году «Финикс» стартовал с четырёх поражений подряд и как не пытался, так и не смог улучшить ситуацию, завершив сезон на последнем месте с результатом 16-18, уступив всего две победы клубу «Сакраменто Монархс», занявшему четвёртое место. «Меркури» стали первой командой в истории ЖНБА, которая не попала в плей-офф после победы в финале лиги годом ранее.
Но уже в следующем сезоне «Меркури» вернулись на прежний уровень, став с результатом 23-11 лучшим клубом регулярного чемпионата. В первом раунде «Финикс» победил чемпиона конференции прошлого года «Сан-Антонио Силвер Старз», выиграв очень захватывающую серию со счётом 2-1 после поражения в первой игре на выезде. Затем в финале конференции «Меркури» переиграли «Лос-Анджелес Спаркс», выиграв с тем же счётом в серии, которая положила конец карьере Лизы Лесли. В финале турнира «Финикс» обыграл команду «Индиана Фивер» в захватывающей пятиматчевой серии и завоевал второй титул в истории франшизы. Дайана Таурази была признана MVP финала. В межсезонье Кэппи Пондекстер по её собственной просьбе была продана в «Нью-Йорк Либерти», а третьей к дуэту Таурази и Тейлор из «Чикаго Скай» выменяли другого звёздного игрока, Кэндис Дюпри, поскольку «Меркури» собирались завоевать титул и в 2010 году.
Но на самом деле произошло всё иначе, поскольку по ходу сезона 2010 года «Финикс» позволял себе длительные серии поражений, к примеру на финише первенства проиграл шесть из последних семи встреч. Команда умудрилась финишировать второй в своей конференции с отрицательным балансом 15-19, что нехарактерно для клубов Запада. В первом раунде плей-офф «Финикс» разгромил «Сан-Антонио Силвер Старз», но в финале конференции проиграл будущему чемпиону, клубу «Сиэтл Шторм».
Следующий сезон команда начала с трёх поражений кряду, однако затем явно разыгралась, уйдя на перерыв, связанный с проведением матча всех звёзд, с балансом 10-5. Вторую половину чемпионата «Меркури» провели сравнительно ровно, закончив его с результатом 19-15, выйдя в плей-офф с третьего места. В первом раунде «Финикс» обыграл в трёх играх клуб «Сиэтл Шторм», закрыв на выезде дефицит в 18 очков, который команда имела в середине второй четверти в решающей встрече, выиграв в итоге 77-75. Однако в финале конференции «Меркури» потерпели неудачу, проиграв клубу «Миннесота Линкс» в двух матчах с общей разницей очков -45.
В сезоне 2012 года лидеры клуба, Таурази и Дюпри получили травмы, проведя в итоге 8 и 13 игр соответственно, а Тейлор вообще его пропустила. Поэтому «Финикс» провёл свой худший турнир в своей истории, выиграв всего 7 игр из 34, и занял последнее место на Западе.

### Приход Бриттни Грайнер (2013—н.в.)

Логотип клуба в 1997—2010 годах

В сезоне 2012 года «Финикс» одержал 7 побед, став одной из самых худших команд чемпионата, и получил право первого выбора на драфте 2013 года, на котором клуб выбрал Бриттни Грайнер. В следующем году «Меркури» удалось выйти в плей-офф, где они уступили в финале конференции команде «Миннесота Линкс». Однако уже в сезоне 2014 года «Финикс» под руководством нового главного тренера, Сэнди Бронделло, установил рекорд ЖНБА по количеству побед в одном сезоне — 29, легко прошёл все стадии плей-офф и в третий раз завоевал чемпионский титул.
3 февраля 2015 года Дайана объявила, что пропустит сезон 2015 года по просьбе руководства команды российской Премьер-лиги «УГМК». В сезоне 2014 года Таурази получила 107 000 долларов и команда из Екатеринбурга обещала заплатить баскетболистке около 1,5 млн долларов в обмен за пропуск чемпионата.
В 2016 году руководство лиги изменило формат плей-офф, теперь в постсезонные встречи стали проходить восемь сильнейших команд первенства, две лучшие из них сразу выходили в полуфинал, остальные шесть разыгрывали между собой оставшиеся две путёвки, а в первых двух раундах победитель определялся по итогам одного матча. В регулярном сезоне «Меркури» заняли восьмое место и в первом раунде плей-офф переиграли пятую команду первенства «Индиана Фивер», во втором же — «Нью-Йорк Либерти» (третий номер посева), а в полуфинале «Финикс» проиграл клубу «Миннесота Линкс». В 2017 году «Меркури» также прошли первые два раунда плей-офф, обыграв «Сиэтл Шторм» и «Коннектикут Сан», но проиграли в полуфинале клубу «Лос-Анджелес Спаркс». В 2018 году «Финикс» третий год кряду выиграл первые два раунда плей-офф, одержав победы над «Даллас Уингз» и «Коннектикут Сан». Последняя победа стала для Таурази тринадцатой подряд в последних играх серий в её карьере. В полуфинале «Меркури» потерпели поражение от команды «Сиэтл Шторм» в решающем пятом матче серии, которое стало для Таурази первым проигрышем в ключевых играх плей-офф.

## Участия в финалах ЖНБА
Команда «Финикс Меркури» принимала участие в пяти финальных сериях ЖНБА, одержав победу в трёх из них.
| Сезон | Соперник       | Результат | Счёт                 | Место проведения                  |
| ----- | -------------- | --------- | -------------------- | --------------------------------- |
| 1998  | Хьюстон Кометс | Поражение | 71:80 (1:2 в серии)  | Компак-центр, Хьюстон             |
| 2007  | Детройт Шок    | Победа    | 108:92 (3:2 в серии) | Пэлас оф Оберн-Хиллс, Оберн-Хиллс |
| 2009  | Индиана Фивер  | Победа    | 94:86 (3:2 в серии)  | ЮС Эйрвейс-центр, Финикс          |
| 2014  | Чикаго Скай    | Победа    | 87:82 (3:0 в серии)  | UIC-павильон, Чикаго              |
| 2021  | Чикаго Скай    | Поражение | 74:80 (1:3 в серии)  | Уинтраст-арена, Чикаго            |

## Протокол сезонов ЖНБА
| Сезон          | Конференция    | Место          | Регулярный чемпионат | Регулярный чемпионат | Регулярный чемпионат | Плей-офф | Тренер                                    | Ссылки                                    |
| Сезон          | Конференция    | Место          | Победы               | Поражения            | Процент              | Плей-офф | Тренер                                    | Ссылки                                    |
| Финикс Меркури | Финикс Меркури | Финикс Меркури | Финикс Меркури       | Финикс Меркури       | Финикс Меркури       | Финикс Меркури | Финикс Меркури                            | Финикс Меркури                            |
| -------------- | -------------- | -------------- | -------------------- | -------------------- | -------------------- | --- | ----------------------------------------- | ----------------------------------------- |
| 1997           | Западная       | 1-е            | 16                   | 12                   | 57,1                 | Проиграла в полуфинале «Либерти» со счётом 41:59 | Шерил Миллер                              | [ 13 ]                                    |
| 1998           | Западная       | 2-е            | 19                   | 11                   | 63,3                 | Выиграла в полуфинале у «Рокерс» со счётом 2:1 Проиграла в финале «Кометс» со счётом 1:2 | Шерил Миллер                              | [ 14 ]                                    |
| 1999           | Западная       | 4-е            | 15                   | 17                   | 46,9                 | Не квалифицировалась в плей-офф | Шерил Миллер                              | [ 15 ]                                    |
| 2000           | Западная       | 4-е            | 20                   | 12                   | 62,5                 | Проиграла в полуфинале конференции «Спаркс» со счётом 0:2 | Шерил Миллер                              | [ 16 ]                                    |
| 2001           | Западная       | 5-е            | 13                   | 19                   | 40,6                 | Не квалифицировалась в плей-офф | Синтия Купер                              | [ 17 ]                                    |
| 2002           | Западная       | 7-е            | 11                   | 21                   | 34,4                 | Не квалифицировалась в плей-офф | Синтия Купер (6-4) Линда Шарп (5-17)      | [ 18 ]                                    |
| 2003           | Западная       | 7-е            | 8                    | 26                   | 23,5                 | Не квалифицировалась в плей-офф | Джон Шумейт                               | [ 19 ]                                    |
| 2004           | Западная       | 5-е            | 17                   | 17                   | 50,0                 | Не квалифицировалась в плей-офф | Кэрри Граф                                | [ 20 ]                                    |
| 2005           | Западная       | 5-е            | 16                   | 18                   | 47,1                 | Не квалифицировалась в плей-офф | Кэрри Граф                                | [ 21 ]                                    |
| 2006           | Западная       | 5-е            | 18                   | 16                   | 52,9                 | Не квалифицировалась в плей-офф | Пол Уэстхед                               | [ 22 ]                                    |
| 2007           | Западная       | 1-е            | 23                   | 11                   | 67,6                 | Выиграла в полуфинале конференции у «Шторм» со счётом 2:0 Выиграла в финале конференции у «Силвер Старз» со счётом 2:0 Выиграла в финале у «Шок» со счётом 3:2                                 | Пол Уэстхед                               | [ 23 ]                                    |
| 2008           | Западная       | 7-е            | 16                   | 18                   | 47,1                 | Не квалифицировалась в плей-офф | Кори Гейнс                                | [ 24 ]                                    |
| 2009           | Западная       | 1-е            | 23                   | 11                   | 67,6                 | Выиграла в полуфинале конференции у «Силвер Старз» со счётом 2:1 Выиграла в финале конференции у «Спаркс» со счётом 2:1 Выиграла в финале у «Фивер» со счётом 3:2                              | Кори Гейнс                                | [ 25 ]                                    |
| 2010           | Западная       | 2-е            | 15                   | 19                   | 44,1                 | Выиграла в полуфинале конференции у «Силвер Старз» со счётом 2:0 Проиграла в финале конференции «Шторм» со счётом 0:2                                                                          | Кори Гейнс                                | [ 26 ]                                    |
| 2011           | Западная       | 3-е            | 19                   | 15                   | 55,9                 | Выиграла в полуфинале конференции у «Шторм» со счётом 2:1 Проиграла в финале конференции «Линкс» со счётом 0:2                                                                                 | Кори Гейнс                                | [ 27 ]                                    |
| 2012           | Западная       | 6-е            | 7                    | 27                   | 20,6                 | Не квалифицировалась в плей-офф | Кори Гейнс                                | [ 28 ]                                    |
| 2013           | Западная       | 3-е            | 19                   | 15                   | 55,9                 | Выиграла в полуфинале конференции у «Спаркс» со счётом 2:1 Проиграла в финале конференции «Линкс» со счётом 0:2                                                                                | Кори Гейнс (10-11) Расс Пеннелл (9-4)     | [ 29 ]                                    |
| 2014           | Западная       | 1-е            | 29                   | 5                    | 85,3                 | Выиграла в полуфинале конференции у «Спаркс» со счётом 2:0 Выиграла в финале конференции у «Линкс» со счётом 2:1 Выиграла в финале у «Скай» со счётом 3:0                                      | Сэнди Бронделло                           | [ 30 ]                                    |
| 2015           | Западная       | 2-е            | 20                   | 14                   | 58,8                 | Выиграла в полуфинале конференции у «Шок» со счётом 2:0 Проиграла в финале конференции «Линкс» со счётом 0:2                                                                                   | Сэнди Бронделло                           | [ 31 ]                                    |
| 2016           | Западная       | 4-е            | 16                   | 18                   | 47,1                 | Выиграла в первом раунде у «Фивер» со счётом 89:78 Выиграла во втором раунде у «Либерти» со счётом 101:94 Проиграла в полуфинале «Линкс» со счётом 0:3                                         | Сэнди Бронделло                           | [ 32 ]                                    |
| 2017           | Западная       | 3-е            | 18                   | 16                   | 52,9                 | Выиграла в первом раунде у «Шторм» со счётом 79:69 Выиграла во втором раунде у «Сан» со счётом 88:83 Проиграла в полуфинале «Спаркс» со счётом 0:3                                             | Сэнди Бронделло                           | [ 33 ]                                    |
| 2018           | Западная       | 2-е            | 20                   | 14                   | 58,8                 | Выиграла в первом раунде у «Уингз» со счётом 101:83 Выиграла во втором раунде у «Сан» со счётом 96:86 Проиграла в полуфинале «Шторм» со счётом 2:3                                             | Сэнди Бронделло                           | [ 34 ]                                    |
| 2019           | Западная       | 5-е            | 15                   | 19                   | 44,1                 | Проиграла в первом раунде «Скай» со счётом 76:105 | Сэнди Бронделло                           | [ 35 ]                                    |
| 2020           | Западная       | 5-е            | 13                   | 9                    | 59,1                 | Выиграла в первом раунде у «Мистикс» со счётом 85:84 Проиграла во втором раунде «Линкс» со счётом 79:80                                                                                        | Сэнди Бронделло                           | [ 36 ]                                    |
| 2021           | Западная       | 4-е            | 19                   | 13                   | 59,4                 | Выиграла в первом раунде у «Либерти» со счётом 83:82 Выиграла во втором раунде у «Шторм» со счётом 85:80 Выиграла в полуфинале у «Эйсес» со счётом 3:2 Проиграла в финале «Скай» со счётом 1:3 | Сэнди Бронделло                           | [ 37 ]                                    |
| 2022           | Западная       | 4-е            | 15                   | 21                   | 41,7                 | Проиграла в первом раунде «Эйсес» со счётом 0:2 | Ванесса Найгорд                           | [ 38 ]                                    |
| 2023           | Западная       | 6-е            | 9                    | 31                   | 22,5                 | Не квалифицировалась в плей-офф | Ванесса Найгорд (2-10) Никки Блю (7-21)   | [ 39 ]                                    |
| 2024           | Западная       | 4-е            | 19                   | 21                   | 47,5                 | Выиграла в первом раунде у «Линкс» со счётом 0:2 | Нейт Тиббеттс                             | [ 40 ]                                    |
| Регулярки      | Регулярки      | Регулярки      | 468                  | 466                  | 50,1                 | 5 титулов победителя Западной конференции | 5 титулов победителя Западной конференции | 5 титулов победителя Западной конференции |
| Плей-офф       | Плей-офф       | Плей-офф       | 47                   | 43                   | 52,2                 | 3 титула победителя турнира женской НБА | 3 титула победителя турнира женской НБА   | 3 титула победителя турнира женской НБА   |

## Статистика игроков
| Сезоны | Лучшие игроки команды по пяти главным статистическим показателям | Лучшие игроки команды по пяти главным статистическим показателям | Лучшие игроки команды по пяти главным статистическим показателям | Лучшие игроки команды по пяти главным статистическим показателям | Лучшие игроки команды по пяти главным статистическим показателям | Ссылки |
| Сезоны | PPG                                                              | RPG                                                              | APG                                                              | SPG                                                              | BPG                                                              | Ссылки |
| ------ | ---------------------------------------------------------------- | ---------------------------------------------------------------- | ---------------------------------------------------------------- | ---------------------------------------------------------------- | ---------------------------------------------------------------- | ------ |
| 1997   | Дженнифер Гиллом (15,7)                                          | Тони Фостер (6,1)                                                | Мишель Тиммс (5,0)                                               | Мишель Тиммс (2,6)                                               | Тони Фостер (0,8)                                                | [ 13 ] |
| 1998   | Дженнифер Гиллом (20,9)                                          | Дженнифер Гиллом (7,3)                                           | Мишель Тиммс (5,3)                                               | Дженнифер Гиллом (1,7)                                           | Юмеки Уэбб (0,7)                                                 | [ 14 ] |
| 1999   | Дженнифер Гиллом (15,2)                                          | Марлис Аскамп (7,2)                                              | Мишель Тиммс (5,0)                                               | Мишель Тиммс (1,4)                                               | Мария Степанова (1,9)                                            | [ 15 ] |
| 2000   | Брэнди Рид (19,0)                                                | Дженнифер Гиллом (5,9)                                           | Мишель Клири (3,2)                                               | Брэнди Рид (2,1)                                                 | Дженнифер Гиллом (1,0)                                           | [ 16 ] |
| 2001   | Дженнифер Гиллом (12,3)                                          | Мария Степанова (6,3)                                            | Кристен Вил (4,3)                                                | Мария Степанова (1,3)                                            | Мария Степанова (2,0)                                            | [ 17 ] |
| 2002   | Дженнифер Гиллом (15,3)                                          | Адриан Уильямс (6,9)                                             | Гордана Грубин (3,3)                                             | Адриан Уильямс (1,5)                                             | Адриан Уильямс (0,9)                                             | [ 18 ] |
| 2003   | Анна Дефорж (11,9)                                               | Адриан Уильямс (7,4)                                             | Тамика Джексон (4,3)                                             | Адриан Уильямс (1,7)                                             | Слободанка Тувич (0,9)                                           | [ 19 ] |
| 2004   | Дайана Таурази (17,0)                                            | Пенни Тейлор (4,8)                                               | Дайана Таурази (3,9)                                             | Пенни Тейлор (1,6)                                               | Слободанка Тувич (1,1)                                           | [ 20 ] |
| 2005   | Дайана Таурази (16,0)                                            | Камила Водичкова (7,0)                                           | Дайана Таурази (4,5)                                             | Мария Степанова (1,3)                                            | Мария Степанова (2,5)[a]                                         | [ 21 ] |
| 2006   | Дайана Таурази (25,3)                                            | Камила Водичкова (6,7)                                           | Дайана Таурази (4,1)                                             | Тамика Джексон (2,0) Пенни Тейлор (1,5)[b]                       | Дайана Таурази и Кристен Расмуссен (0,8)                         | [ 22 ] |
| 2007   | Дайана Таурази (19,2)                                            | Танджела Смит (6,5)                                              | Келли Миллер (4,6)                                               | Пенни Тейлор (1,5)                                               | Танджела Смит (1,6)                                              | [ 23 ] |
| 2008   | Дайана Таурази (24,1)                                            | Танджела Смит (7,0)                                              | Кэппи Пондекстер (4,2)                                           | Дайана Таурази (1,4)                                             | Латойя Сандерс (1,5)                                             | [ 24 ] |
| 2009   | Дайана Таурази (20,4)                                            | Деванна Боннер (5,8)                                             | Кэппи Пондекстер (5,0)                                           | Пенни Тейлор (1,3) Дайана Таурази (1,2)[c]                       | Танджела Смит (1,7)                                              | [ 25 ] |
| 2010   | Дайана Таурази (22,6)                                            | Кэндис Дюпри (7,6)                                               | Пенни Тейлор (5,0)                                               | Пенни Тейлор (1,5)                                               | Деванна Боннер (1,2)                                             | [ 26 ] |
| 2011   | Дайана Таурази (21,6)                                            | Кэндис Дюпри (8,2)                                               | Пенни Тейлор (4,7)                                               | Пенни Тейлор (1,7)                                               | Деванна Боннер (1,1)                                             | [ 27 ] |
| 2012   | Деванна Боннер (20,6)                                            | Кристал Томас (8,0)                                              | Саманта Прахалис (4,5)                                           | Деванна Боннер (1,7)                                             | Кристал Томас (0,9)                                              | [ 28 ] |
| 2013   | Дайана Таурази (20,3)                                            | Кэндис Дюпри (6,4)                                               | Дайана Таурази (6,2)                                             | Деванна Боннер (1,1)                                             | Бриттни Грайнер (3,0)                                            | [ 29 ] |
| 2014   | Дайана Таурази (16,2)                                            | Бриттни Грайнер (8,0)                                            | Дайана Таурази (5,6)                                             | Деванна Боннер (1,4)                                             | Бриттни Грайнер (3,8)                                            | [ 30 ] |
| 2015   | Деванна Боннер (15,8)                                            | Бриттни Грайнер (8,1)                                            | Деванна Боннер (3,3)                                             | Деванна Боннер (1,3)                                             | Бриттни Грайнер (4,0)                                            | [ 31 ] |
| 2016   | Дайана Таурази (17,8)                                            | Бриттни Грайнер (6,5)                                            | Дайана Таурази (3,9)                                             | Пенни Тейлор (1,5)                                               | Бриттни Грайнер (3,1)                                            | [ 32 ] |
| 2017   | Бриттни Грайнер (21,9)                                           | Бриттни Грайнер (7,6)                                            | Лейлани Митчелл (3,6)                                            | Даниэлла Робинсон (1,1)                                          | Бриттни Грайнер (2,5)                                            | [ 33 ] |
| 2018   | Дайана Таурази (20,7)                                            | Бриттни Грайнер (7,7)                                            | Дайана Таурази (5,3)                                             | Деванна Боннер (1,3)                                             | Бриттни Грайнер (2,6)                                            | [ 34 ] |
| 2019   | Бриттни Грайнер (20,7)                                           | Деванна Боннер (7,6)                                             | Дайана Таурази (5,3) Лейлани Митчелл (4,0)[d]                    | Деванна Боннер (1,3)                                             | Бриттни Грайнер (2,0)                                            | [ 35 ] |
| 2020   | Дайана Таурази (18,7)                                            | Брианна Тёрнер (9,0)                                             | Дайана Таурази (4,5)                                             | Шей Педди (1,5) Бриа Хартли (1,2)[e]                             | Брианна Тёрнер (2,0)                                             | [ 36 ] |
| 2021   | Бриттни Грайнер (20,5)                                           | Бриттни Грайнер (9,5)                                            | Скайлар Диггинс (5,3)                                            | Скайлар Диггинс (1,1)                                            | Бриттни Грайнер (1,9)                                            | [ 37 ] |
| 2022   | Скайлар Диггинс (19,7)                                           | Тина Чарльз (7,3)                                                | Скайлар Диггинс (5,5)                                            | Шей Педди (1,6)                                                  | Брианна Тёрнер (1,6)                                             | [ 38 ] |
| 2023   | Бриттни Грайнер (17,5)                                           | Бриттни Грайнер (6,3)                                            | Шуг Саттон (4,8)                                                 | Морайя Джефферсон (1,1)                                          | Бриттни Грайнер (1,6)                                            | [ 39 ] |
| 2024   | Кали Коппер (21,1)                                               | Бриттни Грайнер (6,6)                                            | Наташа Клауд (6,9)                                               | Наташа Клауд (1,4)                                               | Бриттни Грайнер (1,5)                                            | [ 40 ] |

- a  Жирным шрифтом выделен игрок, который выиграл в этом сезоне ту или иную номинацию.
- b  В этом сезоне Тамика Джексон стала лучшей в команде по среднему показателю за игру (2,0), однако провела всего лишь 3 игры из 34, поэтому её результат не учитывался при распределении мест в этой номинации, а первое место в клубе заняла Пенни Тейлор, показатель которой составил всего 1,5 перехвата в среднем за игру[22].
- c  В этом сезоне Пенни Тейлор стала лучшей в команде по среднему показателю за игру (1,3), однако провела всего лишь 14 встреч из 34, поэтому её результат не учитывался при распределении мест в этой номинации, а первое место в клубе заняла Дайана Таурази, показатель которой составил всего 1,2 перехвата в среднем за игру[25].
- d  В этом сезоне Дайана Таурази стала лучшей в команде по среднему показателю за игру (5,3), однако провела всего лишь 6 игр из 34, поэтому её результат не учитывался при распределении мест в этой номинации, а первое место в клубе заняла Лейлани Митчелл, показатель которой составил всего 4,0 передачи в среднем за игру[35].
- e  В этом сезоне Шей Педди стала лучшей в команде по среднему показателю за игру (1,5), однако провела всего лишь 8 встреч из 22, поэтому её результат не учитывался при распределении мест в этой номинации, а первое место в клубе заняла Бриа Хартли, показатель которой составил всего 1,2 перехвата в среднем за игру[36].

## Текущий состав
| \| Поз. \| № \| Гражд. \| Имя \| Дата рождения (возраст) \| Рост \| Вес \| Звание \| \| ---- \| -- \| ------ \| ----------------- \| ------------------------ \| ------ \| ------ \| ------ \| \| Ф \| 0 \| \| Сату Сабалли \| 25 апреля 1998 (27 лет) \| 193 см \| 79 кг \| \| \| З \| 1 \| \| Лекси Хелд \| 28 декабря 1999 (25 лет) \| 178 см \| \| \| \| З/Ф \| 2 \| \| Кали Коппер \| 28 августа 1994 (30 лет) \| 185 см \| 74 кг \| \| \| Ф \| 4 \| \| Наташа Мэк \| 3 ноября 1999 (25 лет) \| 190 см \| 82 кг \| \| \| З \| 8 \| \| Моник Акоа Макани \| 4 февраля 2001 (24 года) \| 180 см \| \| \| \| Ф \| 9 \| \| Кития Лакса \| 21 мая 1996 (29 лет) \| 185 см \| 70 кг \| \| \| З \| 10 \| \| Севги Узун \| 25 ноября 1997 (27 лет) \| 178 см \| 63 кг \| \| \| Ф/Ц \| 20 \| \| Мурджанату Муса \| 5 мая 2000 (25 лет) \| 188 см \| \| \| \| Ц \| 21 \| \| Калани Браун \| 21 марта 1997 (28 лет) \| 201 см \| 111 кг \| \| \| Ф \| 24 \| \| Кэтрин Уэстбелд \| 29 января 1996 (29 лет) \| 188 см \| \| \| \| Ф \| 25 \| \| Алисса Томас \| 12 апреля 1992 (33 года) \| 188 см \| 92 кг \| \| \| З \| 33 \| \| Сэми Уиткомб \| 20 июля 1988 (36 лет) \| 178 см \| 67 кг \| \| | Главный тренер - Нейт Тиббеттс Ассистенты тренера - Майкл Джойнер - Кристи Толивер - Меган Вогель - Ханна Уэнгертсмен Легенда - (К) — Капитан команды Последнее изменение: 21 мая 2025 года |               |                   |                          |        |        |        |
| Поз. | № | Гражд.        | Имя               | Дата рождения (возраст)  | Рост   | Вес    | Звание |
| Ф | 0 | Флаг Германии | Сату Сабалли      | 25 апреля 1998 (27 лет)  | 193 см | 79 кг  |        |
| З | 1 | Флаг США      | Лекси Хелд        | 28 декабря 1999 (25 лет) | 178 см |        |        |
| З/Ф | 2 | Флаг США      | Кали Коппер       | 28 августа 1994 (30 лет) | 185 см | 74 кг  |        |
| Ф | 4 | Флаг США      | Наташа Мэк        | 3 ноября 1999 (25 лет)   | 190 см | 82 кг  |        |
| З | 8 | Флаг Камеруна | Моник Акоа Макани | 4 февраля 2001 (24 года) | 180 см |        |        |
| Ф | 9 | Флаг Латвии   | Кития Лакса       | 21 мая 1996 (29 лет)     | 185 см | 70 кг  |        |
| З | 10 | Флаг Турции   | Севги Узун        | 25 ноября 1997 (27 лет)  | 178 см | 63 кг  |        |
| Ф/Ц | 20 | Флаг Нигерии  | Мурджанату Муса   | 5 мая 2000 (25 лет)      | 188 см |        |        |
| Ц | 21 | Флаг США      | Калани Браун      | 21 марта 1997 (28 лет)   | 201 см | 111 кг |        |
| Ф | 24 | Флаг США      | Кэтрин Уэстбелд   | 29 января 1996 (29 лет)  | 188 см |        |        |
| Ф | 25 | Флаг США      | Алисса Томас      | 12 апреля 1992 (33 года) | 188 см | 92 кг  |        |
| З | 33 | Флаг США      | Сэми Уиткомб      | 20 июля 1988 (36 лет)    | 178 см | 67 кг  |        |

## Главные тренеры
| Тренер          | Сезоны     | Победы и поражения (процент) | Победы и поражения (процент) | Ссылки |
| Тренер          | Сезоны     | Регулярка                    | Плей-офф                     | Ссылки |
| --------------- | ---------- | ---------------------------- | ---------------------------- | ------ |
| Шерил Миллер    | 1997—2000  | 70-52 (57,4)                 | 3-6 (33,3)                   | [ 41 ] |
| Синтия Купер    | 2001—2002  | 19-23 (45,2)                 | 0-0 (0,0)                    | [ 42 ] |
| Линда Шарп      | 2002       | 5-17 (22,7)                  | 0-0 (0,0)                    | [ 43 ] |
| Джон Шумейт     | 2003       | 8-26 (23,5)                  | 0-0 (0,0)                    | [ 44 ] |
| Кэрри Граф      | 2004—2005  | 33-35 (45,2)                 | 0-0 (0,0)                    | [ 45 ] |
| Пол Уэстхед     | 2006—2007  | 41-27 (60,3)                 | 7-2 (77,8)                   | [ 46 ] |
| Кори Гейнс      | 2008—2013  | 90-101 (47,1)                | 11-9 (55,0)                  | [ 47 ] |
| Расс Пеннелл    | 2013       | 9-4 (69,2)                   | 2-3 (40,0)                   | [ 48 ] |
| Сэнди Бронделло | 2014—2021  | 150-108 (58,1)               | 24-19 (55,8)                 | [ 49 ] |
| Ванесса Найгорд | 2022—2023  | 17-31 (35,4)                 | 0-2 (0,0)                    | [ 50 ] |
| Никки Блю       | 2023       | 7-21 (25,0)                  | 0-0 (0,0)                    | [ 51 ] |
| Нейт Тиббеттс   | 2024—н. в. | 19-21 (47,5)                 | 0-2 (0,0)                    | [ 52 ] |
| Всего           |            | 468-466 (50,1)               | 47-43 (52,2)                 |        |

## Владельцы команды
- Джерри Коланжело, владелец команды «Финикс Санз» (1997—2003)
- Роберт Сарвер, владелец команды «Финикс Санз» (2004—2023)
- Мэт Ишбия, владелец команды «Финикс Санз» (2023—н.в.)

## Генеральные менеджеры
- Шерил Миллер (1997—2000)
- Сет Сулка (2001—2006)
- Энн Майерс-Дрисдейл (2007—2011)
- Кори Гейнс (2012—2013)
- Эмбер Кокс (2013)
- Джим Питман (2013—2023)
- Ник У'Рен (2023—н. в.)

## Зал славы баскетбола
| Игрок          | Позиция                | Карьера в команде | Год включения | Ссылки |
| -------------- | ---------------------- | ----------------- | ------------- | ------ |
| Нэнси Либерман | Разыгрывающий защитник | (1997)            | 1996          | [ 53 ] |

## Зал славы женского баскетбола
| Игрок            | Позиция                     | Карьера в команде | Год включения | Ссылки |
| ---------------- | --------------------------- | ----------------- | ------------- | ------ |
| Нэнси Либерман   | Разыгрывающий защитник      | (1997)            | 1999          | [ 54 ] |
| Кларисса Дэвис   | Лёгкий форвард              | (1999)            | 2006          | [ 55 ] |
| Мишель Тиммс     | Разыгрывающий защитник      | (1997—2001)       | 2008          | [ 56 ] |
| Дженнифер Гиллом | Тяжёлый форвард / Центровая | (1997—2002)       | 2009          | [ 57 ] |
| Никки Маккрей    | Атакующий защитник          | (2004)            | 2012          | [ 58 ] |

## Зал славы ФИБА
| Игрок        | Позиция                | Карьера в команде | Год включения | Ссылки |
| ------------ | ---------------------- | ----------------- | ------------- | ------ |
| Мишель Тиммс | Разыгрывающий защитник | (1997—2001)       | 2016          | [ 59 ] |

## Индивидуальные и командные награды
| Награды                     | Игроки, тренеры и сезоны                                                                                         | Ссылки |
| --------------------------- | --- | ------ |
| Чемпионка ЖНБА              | 3 (2007, 2009 и 2014)                                                                                            | [ 60 ] |
| Финал ЖНБА                  | 5 (1998, 2007, 2009, 2014 и 2021)                                                                                |        |
| Плей-офф ЖНБА               | 18 (1997, 1998, 2000, 2007, 2009, 2010, 2011, 2013, 2014, 2015, 2016, 2017, 2018, 2019, 2020, 2021, 2022 и 2024) |        |
| MVP ЖНБА                    | Дайана Таурази (2009)                                                                                            | [ 61 ] |
| MVP финала ЖНБА             | Дайана Таурази (2009 и 2014)                                                                                     | [ 62 ] |
| MVP ASG ЖНБА                | нет | [ 63 ] |
| Лучший игрок обороны        | Бриттни Грайнер (2014 и 2015)                                                                                    | [ 64 ] |
| Самый прогрессирующий игрок | Лейлани Митчелл (2019)                                                                                           | [ 65 ] |
| Спортивное поведение        | Дженнифер Гиллом (2002)                                                                                          | [ 66 ] |
| Лучший шестой игрок         | Деванна Боннер (2009, 2010 и 2011)                                                                               | [ 67 ] |
| Лидерские качества          | нет | [ 68 ] |
| Лучший новичок              | Дайана Таурази (2004)                                                                                            | [ 69 ] |
| Лучший тренер               | Сэнди Бронделло (2014)                                                                                           | [ 70 ] |
| Лучший менеджер             | нет | [ 71 ] |

## Закреплённые номера
| Закреплённые номера | Закреплённые номера | Закреплённые номера         | Закреплённые номера | Закреплённые номера |
| Номер               | Игрок               | Позиция                     | Годы                | Ссылки              |
| ------------------- | ------------------- | --------------------------- | ------------------- | ------------------- |
| 7                   | Мишель Тиммс        | Разыгрывающий защитник      | (1997—2001)         | [ 72 ]              |
| 13                  | Пенни Тейлор        | Лёгкий форвард              | (2004—2016)         | [ 73 ]              |
| 22                  | Дженнифер Гиллом    | Тяжёлый форвард / Центровая | (1997—2002)         | [ 74 ]              |
| 32                  | Бриджет Петтис      | Атакующий защитник          | (1997—2001, 2006)   | [ 75 ]              |

## Известные игроки
- Деванна Боннер
- Келси Боун
- Мишель Броган
- Кара Брэкстон
- Кристен Вил
- Камила Водичкова
- Киа Вон
- Дженнифер Гиллом
- Бриттни Грайнер
- Анна Дефорж
- Брианн Дженьюари
- Темика Джонсон
- Кайла Джордж
- Скайлар Диггинс
- Кларисса Дэвис
- Кэндис Дюпри
- Оксана Закалюжная
- Моник Карри
- Эссенс Карсон
- Илона Корстин
- Шамека Кристон
- Элли Куигли
- Эдна Кэмпбелл
- Нэнси Либерман
- Камилла Литтл
- Санчо Литтл
- Келли Маззанти
- Никки Маккрей
- Келли Миллер
- Лейлани Митчелл
- Николь Оди
- Бриджет Петтис
- Пленетт Пирсон
- Кэппи Пондекстер
- Брэнди Рид
- Трейси Рид
- Даниэлла Робинсон
- Латойя Сандерс
- Марта Саргай
- Танджела Смит
- Белинда Снелл
- Мария Степанова
- Дайана Таурази
- Пенни Тейлор
- Брианна Тёрнер
- Мишель Тиммс
- Стефани Толбот
- Мэри Фердинанд
- Эрин Филлипс
- Триша Фэллон
- Линдсей Хардинг
- Кристи Харроуэр
- Бриа Хартли
- Шарди Хьюстон
- Дина Хэд
- Тоня Эдвардс

## Участники матчей всех звёзд
| Год  | Участники матчей всех звёзд                                          | Участники матчей всех звёзд                                          |
| Год  | Стартовый состав                                                     | Резервный состав                                                     |
| ---- | -------------------------------------------------------------------- | -------------------------------------------------------------------- |
| 1999 | Мишель Тиммс                                                         | Дженнифер Гиллом                                                     |
| 2000 |                                                                      | Брэнди Рид                                                           |
| 2001 |                                                                      |                                                                      |
| 2002 |                                                                      |                                                                      |
| 2003 |                                                                      | Адриан Уильямс                                                       |
| 2004 | Анна Дефорж                                                          | Дайана Таурази                                                       |
| 2005 | Дайана Таурази                                                       |                                                                      |
| 2006 |                                                                      | Кэппи Пондекстер и Дайана Таурази                                    |
| 2007 | Дайана Таурази                                                       | Кэппи Пондекстер и Пенни Тейлор                                      |
| 2008 | Игра не состоялась из-за проведения Олимпийских игр в Пекине         | Игра не состоялась из-за проведения Олимпийских игр в Пекине         |
| 2009 |                                                                      | Кэппи Пондекстер и Дайана Таурази                                    |
| 2010 | Дайана Таурази                                                       | Кэндис Дюпри                                                         |
| 2011 | Дайана Таурази                                                       | Пенни Тейлор                                                         |
| 2012 | Игра не состоялась из-за проведения Олимпийских игр в Лондоне        | Игра не состоялась из-за проведения Олимпийских игр в Лондоне        |
| 2013 | Дайана Таурази и Бриттни Грайнер                                     |                                                                      |
| 2014 | Дайана Таурази и Бриттни Грайнер                                     | Кэндис Дюпри                                                         |
| 2015 | Деванна Боннер, Кэндис Дюпри и Бриттни Грайнер                       |                                                                      |
| 2016 | Игра не состоялась из-за проведения Олимпийских игр в Рио-де-Жанейро | Игра не состоялась из-за проведения Олимпийских игр в Рио-де-Жанейро |
| 2017 | Дайана Таурази                                                       | Бриттни Грайнер                                                      |
| 2018 | Дайана Таурази                                                       | Деванна Боннер и Бриттни Грайнер                                     |
| 2019 | Бриттни Грайнер                                                      | Деванна Боннер                                                       |
| 2020 | Игра не состоялась из-за проведения Олимпийских игр в Токио          | Игра не состоялась из-за проведения Олимпийских игр в Токио          |
| 2021 | Бриттни Грайнер                                                      | Дайана Таурази и Скайлар Диггинс                                     |
| 2022 |                                                                      | Скайлар Диггинс                                                      |
| 2023 | Бриттни Грайнер                                                      |                                                                      |
| 2024 | Дайана Таурази                                                       | Бриттни Грайнер и Кали Коппер                                        |